# Equisetum × litorale
Equisetum × litorale là một loài dương xỉ trong họ Equisetaceae. Loài này được Kühlew. ex Rupr. mô tả khoa học đầu tiên năm 1845.